# 帕特·奥康纳
帕特·奥康纳（英語：Pat O'Connor，1924年8月22日—1990年8月16日），新西兰男子摔跤运动员。他曾代表新西兰参加1950年大英帝国运动会摔跤比赛，获得男子100公斤级自由式银牌。